# Březno u Chomutova
Březno (deutsch Priesen) ist eine Gemeinde in Tschechien.

## Geographische Lage
Die Ortschaft liegt in Nordböhmen im Nordböhmischen Becken an der Hutná (Saubach),   sieben Kilometer südlich von Chomutov  (Komotau).

## Geschichte

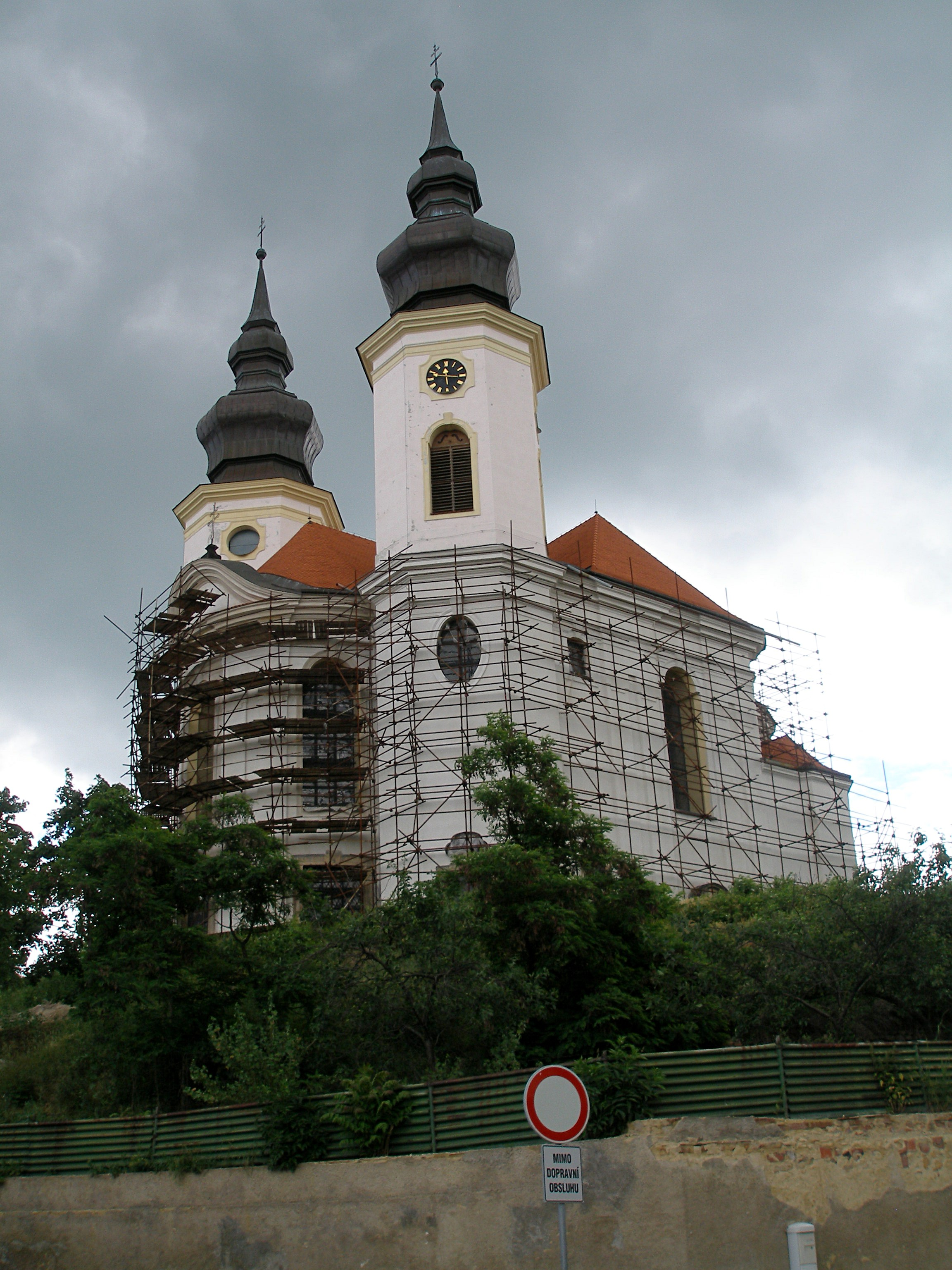
Kirche St. Peter und Paul (Aufnahme 2010)

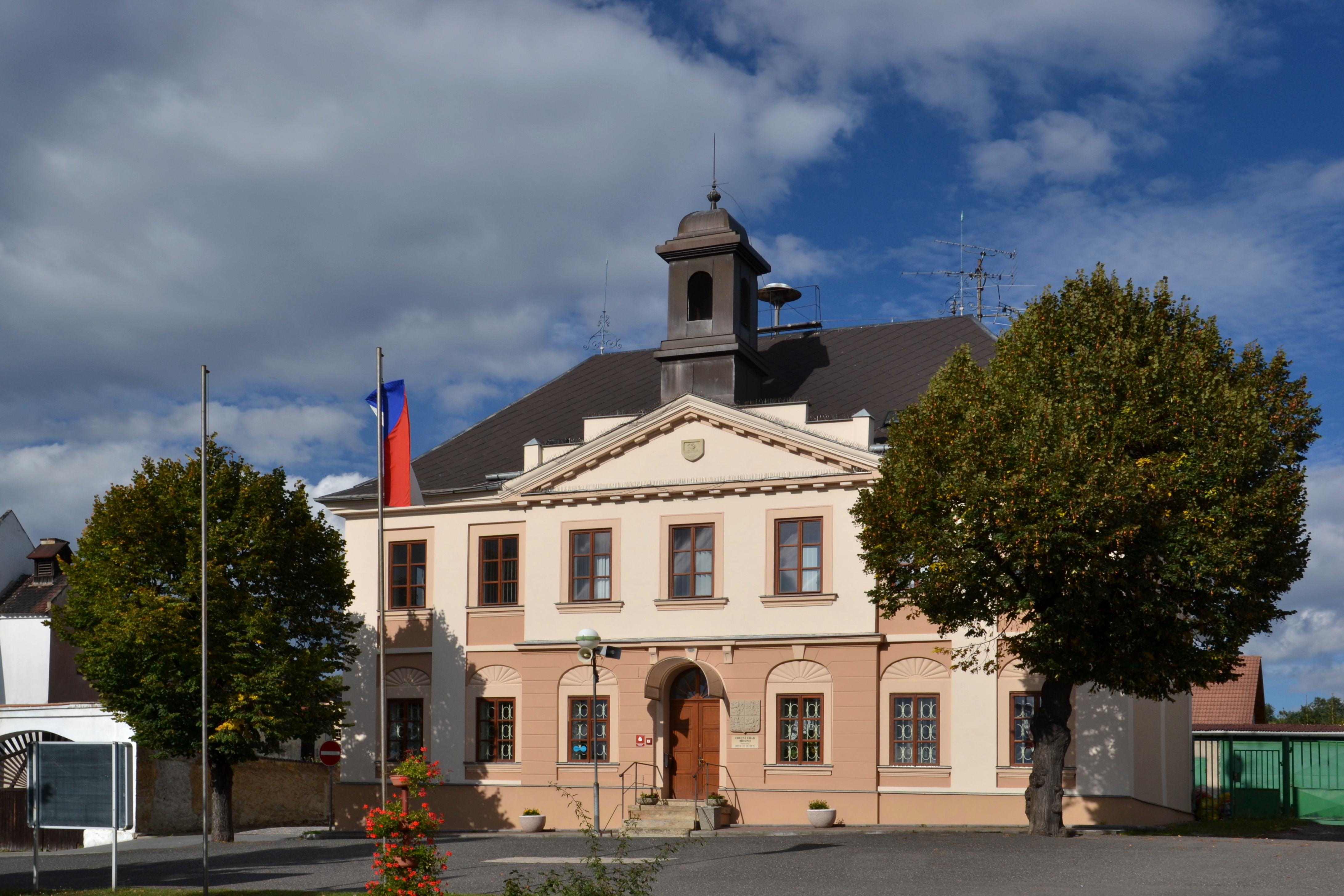
Rathaus

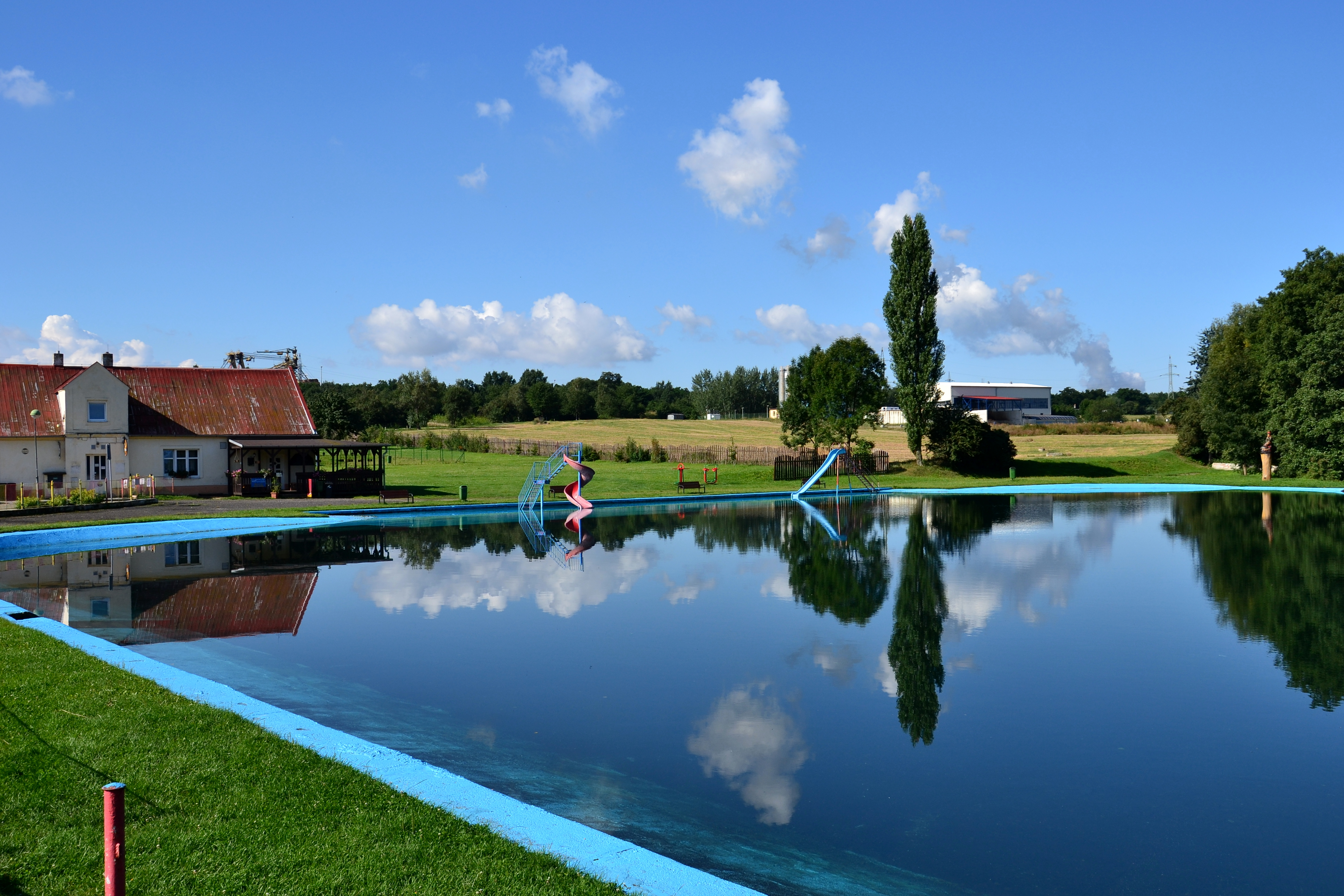
Freibad

Archäologische Funde weisen auf eine Besiedlung in der Zeit von 2400 v. Chr. bis 2200 v. Chr. hin. Die erste schriftliche Erwähnung erfolgte 1281, als Chotěboř von Radčice den Ort dem Deutschen Ritterorden schenkte. Bis 1440 wechselte das Dorf mehrmals die Besitzer, kam dann zu Rothenhaus und gehörte somit den Lobkowitz. 1469 wurde der Ort durch Georg von Podiebrad zur Stadt erhoben. Nach der Schlacht am Weißen Berge wurde die Stadt zerstört, am 25. September 1623  ihrem Besitzer Otto Borin entzogen und danach vom königlichen Fiskus an Frau Magdalena Proyin veräußert.  Infolge der Zerstörungen verarmte der Ort. Die Bevölkerung lebte überwiegend von der Landwirtschaft und von bürgerlichen Gewerben.
Die Kirche St. Peter und Paul wurde 1757 auf Veranlassung des ehemaligen Besitzers Michael von Martinitz abgerissen, durch ihn ganz neu wieder aufgebaut und am 8. Mai 1763 von dem Prager Weihbischof   Johann Andreas Kayser feierlich eingeweiht.
Im 19. Jahrhundert begann die Förderung von Erzen und Kohle.
Am 4. Februar 1871 erhielt Priesen einen Bahnhof an der Strecke Prag–Komotau. Über eine Zweigbahn bestand später noch eine direkte Verbindung in Richtung Karlsbad und Eger. Eine weitere Strecke diente für wenige Jahre dem direkten Verkehr nach Pilsen. Diese Strecke bestand allerdings nur von 1873 bis 1879. Heute ist der Bahnhof Březno u Chomutova vor allem ein Bahnhof des Güterverkehrs.
Bis 1918 lebten in Priesen weniger als zwanzig Tschechen, deren Anteil jedoch stetig wuchs, seit Priesen nach dem Ersten Weltkrieg im Jahr 1919     der neu geschaffenen Tschechoslowakei zugeschlagen worden war. Nach dem Münchner Abkommen gehörte Priesen von 1938 bis 1945 zum Landkreis Komotau, Regierungsbezirk Aussig, im Reichsgau Sudetenland des Deutschen Reichs.
Nach dem Zweiten Weltkrieg wurde die deutsche Bevölkerung enteignet und vertrieben. Die leerstehenden Häuser wurden tschechischen Familien zugewiesen. 1961 begann südlich des Ortes die Errichtung des Dammes für den Stausee Nechranice.
Das Gelände des Tagebaus Nástup–Tušimice hat inzwischen, von Westen kommend, die Bahnlinie am westlichen Ortsrand erreicht. Damit reicht die Ausbaggerung bis knapp einen Kilometer an den Ortskern heran.

### Demographie
Bis 1945 war Priesen überwiegend von Deutschböhmen besiedelt, die vertrieben wurden.
| Jahr | Einwohner | Anmerkungen    |
| ---- | --------- | -------------- |
| 1845 | 0693      | in 139 Häusern |
| 1850 | ca. 800   | [ 5 ]          |
| 1900 | 1067      | [ 6 ]          |
| 1930 | 1524      | [ 7 ]          |
| 1939 | 1269      | [ 7 ]          |

| Jahr      | 1950 | 1961 | 1970 | 1980 | 1991 | 2001 | 2011 |
| --------- | ---- | ---- | ---- | ---- | ---- | ---- | ---- |
| Einwohner | 912  | 894  | 818  | 994  | 934  | 993  | 989  |

## Gemeindegliederung
Die Gemeinde Březno besteht aus den Ortsteilen Březno (Briesen), Denětice (Tenetitz), Holetice (Holetitz), Kopeček (Spielhübel), Nechranice (Negranitz), Stranná (Strahn), Střezov (Stresau) und Vičice (Witschitz). Grundsiedlungseinheiten sind Březno, Denětice, Holetice, Nechranice, Stranná, Střezov und Vičice. Auf dem Gemeindegebiet liegen die Wüstungen Běšice (Weschitz), Brančíky (Prenzig), Brány (Prahn), Čachovice (Tschachwitz), Čermníky (Tschermich), Chotěnice (Kudenitz), Lomazice (Lametitz) und Libouš (Liebisch).
Das Gemeindegebiet gliedert sich in die Katastralbezirke Březno u Chomutova, Denětice, Holetice und Stranná u Nechranic.

## Sehenswürdigkeiten
- Kirche des Hl. Peter und Paul. Sie ist eines der bedeutendsten Denkmäler des Okres Chomutov. Erbaut wurde sie durch den Architekten Kilian Ignaz Dientzenhofer und Johann Christoph Kosch. Der Bau wurde 1739 begonnen und 24 Jahre später beendet. Ausstattung: Holzskulpturen, Altar und Kanzel stammen von Karl Waitzmann (1765).
- Denkmal zum Gedenken an die Gefallenen des Zweiten Weltkriegs.

## Söhne und Töchter der Gemeinde
- Franz Tobisch (1834–1885), österreichischer Unternehmer